# Lijst van medewerkers van RTL Boulevard
Dit is een lijst van presentatoren, deskundigen en voice-overs die bij RTL Boulevard werken of gewerkt hebben.
Legenda
-  = Huidige medewerkers (januari 2022) zijn voorzien van een oranje blokje.

## A
|  | Naam                   | Periode   | Rol         | Deskundigheid | Opmerkingen |
|  | ---------------------- | --------- | ----------- | ------------- | ----------- |
|  | Vivienne van den Assem | 2018–0000 | Presentator |               |             |

## B
|  | Naam                    | Periode                    | Rol | Deskundigheid                                    | Opmerkingen |
|  | ----------------------- | -------------------------- | --- | ------------------------------------------------ | ----------- |
|  | Aran Bade               | 2018–0000                  | Deskundige, Reporter                                                                                   | Entertainment/Showbizz                           |             |
|  | Jim Bakkum              | 2012                       | Invalpresentator                                                                                       |                                                  |             |
|  | Barbara Barend          | 2016–2019                  | Deskundige                                                                                             | Sport                                            |             |
|  | Vivianne Bendermacher   | 2016–2020                  | Deskundige                                                                                             | Tech                                             |             |
|  | Jojanneke van den Berge | 2012                       | Invalpresentator                                                                                       |                                                  |             |
|  | Maik de Boer            | 2009–2015                  | Deskundige                                                                                             | Mode/Lifestyle (2009–2013), Reporter (2009–2015) |             |
|  | Ronald de Boer          | 2014                       | Deskundige                                                                                             | Sport (WK voetbal 2014)                          |             |
|  | Kelvin Boerma           | 2018–2019                  | Deskundige                                                                                             | Online                                           |             |
|  | Arie Boomsma            | 2018–2020                  | Deskundige, Reporter                                                                                   | Lichaam & Sport                                  |             |
|  | Froukje de Both         | 2012–2015, 2018–2019       | Deskundige (2012–2015), Invalpresentator (2012–2015, 2018), Reporter (2014–2015), Sidekick (2018–2019) | Entertainment/Showbizz                           |             |
|  | Sipke Jan Bousema       | 2008–2009                  | Deskundige                                                                                             | Entertainment/Showbizz                           |             |
|  | Brainpower              | 2018–2019                  | Deskundige                                                                                             | Muziek                                           |             |
|  | Rick Brandsteder        | 2017–2021                  | Reporter (2017–2019), Co-host (2018–2021), Invalpresentator (2020)                                     |                                                  |             |
|  | Rosalie van Breemen     | 2002–2003                  | Deskundige                                                                                             | Mode/Lifestyle                                   |             |
|  | Robert ten Brink        | 2006–2007, 2010            | Invalpresentator                                                                                       |                                                  |             |
|  | Steven Brunswijk        | 2019–2020                  | Reporter                                                                                               |                                                  |             |
|  | Daphne Bunskoek         | 2005–2008, 2021, 2022–0000 | Presentator (2005-2008, 2022–), Gastpresentator (2021)                                                 |                                                  |             |

## D
|  | Naam               | Periode              | Rol | Deskundigheid                                      | Opmerkingen |
|  | ------------------ | -------------------- | --- | -------------------------------------------------- | ----------- |
|  | Frank Dane         | 2016-2018, 2021–0000 | Deskundige (2016, 2021–heden), Reporter (2016–2018), Invalpresentator (2016–2018, 2021-heden), Co-host (2017–2018, 2021-heden) | Entertainment/Showbizz (2016), Muziek (2021–heden) |             |
|  | Daphne Deckers     | 2007–2016, 2021      | Deskundige (2007–2012), Invalpresentator (2012–2016, 2022-heden), Gastpresentator (2021)                                       | Mode/Lifestyle                                     |             |
|  | Wim Dehandschutter | 2018–2019            | Deskundige | Royalty                                            |             |
|  | Joy Delima         | 2024–0000            | Deskundige | Films & Series                                     |             |
|  | Merijn Doggen      | 2015–2018, 2020      | Deskundige | Tech                                               |             |
|  | André Dongelmans   | 2022–2024            | Deskundige | Films & Series                                     |             |
|  | Robert Doornbos    | 2022–0000            | Deskundige | Formule 1                                          |             |
|  | Philip Dröge       | 2004                 | Deskundige | Royalty                                            |             |

## E
|  | Naam                  | Periode                               | Rol | Deskundigheid          | Opmerkingen |
|  | --------------------- | ------------------------------------- | --- | ---------------------- | ----------- |
|  | Gerard Ekdom          | 2015–2016                             | Deskundige | Entertainment/Showbizz |             |
|  | Jermaine Ellenkamp    | 2022–0000                             | Deskundige, Reporter | Misdaad/Rechtszaken    |             |
|  | Marieke Elsinga       | 2017–2022, 2023, 2025                 | Reporter (2017–2019), Invalpresentator (2018–2019, eenmalig 2023), Presentator (2019–2022), Presentator Summernight (2025) |                        |             |
|  | Rinie van den Elzen   | 2010–0000                             | Voice-over |                        |             |
|  | Beau van Erven Dorens | 2001–2005, 2007–2008, 2015–2019, 2021 | Presentator (2001–2005, 2016–2019), Invalpresentator (2007–2008, 2015–2016), Gastpresentator (2021)                        |                        |             |
|  | Mariëlle van Essen    | 2016–2021                             | Deskundige | Misdaad/Rechtszaken    | Advocate    |

## F
|  | Naam            | Periode   | Rol                  | Deskundigheid          | Opmerkingen |
|  | --------------- | --------- | -------------------- | ---------------------- | ----------- |
|  | Farja Farvardin | 2023–0000 | Presentator (online) | Entertainment/Showbizz | [ 1 ]       |
|  | Igmar Felicia   | 2018      | Deskundige           | Muziek                 |             |

## G
|  | Naam                   | Periode                          | Rol | Deskundigheid          | Opmerkingen |
|  | ---------------------- | -------------------------------- | --- | ---------------------- | ----------- |
|  | Wilfred Genee          | 2001–2005, 2009                  | Invalpresentator                                                                                       |                        |             |
|  | Winston Gerschtanowitz | 2004–2005, 2007, 2008–2017, 2021 | Deskundige (2004–2005), Invalpresentator (2005, 2007), Presentator (2008–2017), Gastpresentator (2021) | Entertainment/Showbizz |             |
|  | Monica Geuze           | 2025–                            | Deskundige                                                                                             | B&B Vol Liefde         | Summernight |
|  | Rob Goossens           | 2020–0000                        | Deskundige                                                                                             | Entertainment/Showbizz |             |
|  | Gordon                 | 2007–2009, 2014–2015             | Deskundige                                                                                             | Entertainment/Showbizz |             |
|  | Arjen Grolleman        | 2004–2010                        | Voice-over                                                                                             |                        |             |
|  | Angela Groothuizen     | 2009                             | Deskundige                                                                                             | Entertainment/Showbizz |             |
|  | Olcay Gulsen           | 2014, 2017–2019                  | Deskundige (2014, 2017–2019), Reporter (2017–2019)                                                     | Mode/Lifestyle         |             |

## H
|  | Naam                      | Periode         | Rol                                            | Deskundigheid                                             | Opmerkingen |
|  | ------------------------- | --------------- | ---------------------------------------------- | --------------------------------------------------------- | ----------- |
|  | Maxim Hartman             | 2019–2022       | Reporter                                       |                                                           |             |
|  | Charlotte-Sophie Heitinga | 2012            | Deskundige                                     | Sport (EK voetbal 2012)                                   |             |
|  | Thomas Hendriks           | 2015–2018       | Deskundige                                     | Wetenschappelijke weetjes                                 |             |
|  | Fiona Hering              | 2001–2017, 2021 | Deskundige (2001-2017), Gastdeskundige (2021)  | Mode/Lifestyle (2001–2017), Entertainment/Showbizz (2016) |             |
|  | John van den Heuvel       | 2001–0000       | Deskundige                                     | Misdaad/Rechtszaken                                       |             |
|  | Colin van Hoek            | 2011–2013, 2015 | Deskundige                                     | Tech                                                      |             |
|  | Giorgio Hokstam           | 2021–2022       | Deskundige (2021-2022), Co-host (inval) (2022) | Muziek                                                    |             |
|  | Veronica van Hoogdalem    | 2018–2020       | Deskundige (2018–2020), Reporter (2019–2020)   | Muziek                                                    |             |
|  | Bas van Hout              | 2003–2006       | Deskundige                                     | Misdaad/Rechtszaken                                       |             |
|  | Jannie Houweling          | 2001–2002       | Deskundige                                     | Entertainment/Showbizz                                    |             |

## I
|  | Naam             | Periode   | Rol                                                  | Deskundigheid | Opmerkingen |
|  | ---------------- | --------- | ---------------------------------------------------- | ------------- | ----------- |
|  | Kas van Iersel   | 2001–2008 | Voice-over (2001–2008), Invalpresentator (2001–2002) |               |             |
|  | Luuk Ikink       | 2016–0000 | Co-host                                              |               |             |
|  | Jeroen van Inkel | 2017–2018 | Deskundige                                           | Radio         |             |

## J
|  | Naam           | Periode   | Rol                                         | Deskundigheid | Opmerkingen |
|  | -------------- | --------- | ------------------------------------------- | ------------- | ----------- |
|  | Diederik Jekel | 2019–2023 | Co-host (2019–2020), Deskundige (2020–2023) | Wetenschap    |             |

## K
|  | Naam                    | Periode              | Rol                                                                                          | Deskundigheid          | Opmerkingen       |
|  | ----------------------- | -------------------- | -------------------------------------------------------------------------------------------- | ---------------------- | ----------------- |
|  | Arno Kantelberg         | 2006–2007, 2018–0000 | Deskundige                                                                                   | Mode/Lifestyle         |                   |
|  | Yuki Kempees            | 2024–0000            | Deskundige, Reporter                                                                         | Muziek                 |                   |
|  | Levi van Kempen         | 2022                 | Deskundige                                                                                   | Reizen                 |                   |
|  | Marjolein Keuning       | 2015–2016            | Deskundige                                                                                   | Entertainment/Showbizz |                   |
|  | Jeroen Kijk in de Vegte | 2005–0000            | Voice-over (2005–heden), Deskundige (2005–2007, 2010–2012, 2014)                             | Entertainment/Showbizz |                   |
|  | Hans Klok               | 2020                 |                                                                                              |                        | Magische bijdrage |
|  | Nicolette Kluijver      | 2014–2020            | Invalpresentator (2014–2016, 2017–2019), Reporter (2015–2017, 2020), Presentator (2017–2018) |                        |                   |
|  | Jan Kooijman            | 2012–2015            | Invalpresentator                                                                             |                        |                   |
|  | Eva Koreman             | 2016                 | Deskundige                                                                                   | Muziek                 |                   |
|  | Sander Knura            | 2022–0000            | Reporter                                                                                     | Misdaad/Rechtszaken    |                   |
|  | Shay Kreuger            | 2023–0000            | Deskundige                                                                                   | Muziek                 |                   |
|  | Rens Kroes              | 2014–2015            | Deskundige                                                                                   | Gezondheid/Voeding     |                   |
|  | Mylène Kroon            | 2001–2002            | Deskundige                                                                                   | Entertainment/Showbizz |                   |
|  | Annemarie de Kunder     | 2020–0000            | Deskundige, Reporter                                                                         | Royalty                |                   |
|  | Eric Kuster             | 2007                 | Deskundige                                                                                   | Mode/Lifestyle         |                   |

## L
|  | Naam                 | Periode                     | Rol | Deskundigheid          | Opmerkingen |
|  | -------------------- | --------------------------- | --- | ---------------------- | ----------- |
|  | Irene van de Laar    | 2001–2006                   | Deskundige | Mode/Lifestyle         |             |
|  | Jeroen Latijnhouwers | 2005–2006, 2010, 2012, 2013 | Invalpresentator |                        |             |
|  | Harry Lensink        | 2007                        | Deskundige | Misdaad/Rechtszaken    |             |
|  | Lieke van Lexmond    | 2009–2010, 2012             | Invalpresentator |                        |             |
|  | Marc van der Linden  | 2003–2021                   | Deskundige | Royalty                |             |
|  | Jamai Loman          | 2014–2015, 2017, 2023, 2025 | Deskundige (2014), Reporter (2014–2015), Co-host (2017), Invalpresentator (2023, eenmalig), Co-host Summernight (2025) | Entertainment/Showbizz |             |
|  | Gentia Luyckx        | 2001–2002                   | Deskundige | Mode/Lifestyle         |             |

## M
|  | Naam                   | Periode                     | Rol                                                                                          | Deskundigheid                           | Opmerkingen |
|  | ---------------------- | --------------------------- | -------------------------------------------------------------------------------------------- | --------------------------------------- | ----------- |
|  | Bridget Maasland       | 2007–2012, 2016–0000        | Deskundige (2007–2012), Reporter (2016–2019), Presentator (2017–heden), Co-host (2017, 2019) | Entertainment/Showbizz                  |             |
|  | Justine Marcella       | 2020–2021                   | Deskundige                                                                                   | Royalty                                 |             |
|  | Jeroen Marré           | 2012–0000                   | Voice-over                                                                                   |                                         |             |
|  | Manon Meijers          | 2015–2017                   | Deskundige                                                                                   | Mode/Lifestyle                          |             |
|  | Sylvie Meis            | 2010                        | Deskundige                                                                                   | Sport (WK voetbal 2010)                 |             |
|  | May-Britt Mobach       | 2013–2014                   | Deskundige                                                                                   | Mode/Lifestyle                          |             |
|  | Ronald Molendijk       | 2016–2019                   | Deskundige                                                                                   | Muziek                                  |             |
|  | Irene Moors            | 2006–2008, 2010, 2013, 2015 | Invalpresentator (2006–2008, 2010, 2013), Deskundige (2015)                                  | Entertainment/Showbizz                  |             |
|  | Leontien van Moorsel   | 2012–2015                   | Deskundige                                                                                   | Sport (ook Olympische Zomerspelen 2012) |             |
|  | Fatima Moreira de Melo | 2016–heden                  | Deskundige (2016–heden), Reporter (2017–heden), Co-host (2017)                               | Sport (ook Olympische Zomerspelen 2016) |             |
|  | Bram Moszkowicz        | 2003–2007, 2009–2015        | Deskundige                                                                                   | Misdaad/Rechtszaken                     | Advocaat    |
|  | Eric de Munck          | 2018–2025                   | Deskundige                                                                                   | Entertainment/Showbizz                  |             |

## N
|  | Naam          | Periode   | Rol         | Deskundigheid                        | Opmerkingen |
|  | ------------- | --------- | ----------- | ------------------------------------ | ----------- |
|  | Ruben Nicolai | 2016–2020 | Presentator |                                      |             |
|  | Daan Nieber   | 2021–2024 | Co-host     |                                      |             |
|  | Laïs van Niel | 202?–0000 | Reporter    | Lifestyle/Showbizz                   |             |
|  | Anna Nooshin  | 2015–2018 | Deskundige  | Mode/Lifestyle                       |             |
|  | Kjeld Nuis    | 2014      | Deskundige  | Sport (Olympische Winterspelen 2014) |             |

## O
|  | Naam                  | Periode   | Rol                                           | Deskundigheid  | Opmerkingen       |
|  | --------------------- | --------- | --------------------------------------------- | -------------- | ----------------- |
|  | Tim Oliehoek          | 2016–0000 | Deskundige                                    | Films & Series |                   |
|  | Trijntje Oosterhuis   | 2020      |                                               |                | Muzikale bijdrage |
|  | Morad El Ouakili      | 2023–0000 | Deskundige (2023-heden), Inval Co-host (2024) | Muziek & Radio |                   |
|  | Mari Carmen Oudendijk | 2004      | Deskundige                                    | Sport          |                   |

## P
|  | Naam           | Periode              | Rol        | Deskundigheid          | Opmerkingen |
|  | -------------- | -------------------- | ---------- | ---------------------- | ----------- |
|  | Patricia Paay  | 2002–2003, 2010–2011 | Deskundige | Entertainment/Showbizz |             |
|  | Antoin Peeters | 2013–2015            | Deskundige | Royalty                |             |
|  | Nikkie Plessen | 2014–0000            | Deskundige | Mode/Lifestyle         |             |

## R
|  | Naam             | Periode   | Rol        | Deskundigheid      | Opmerkingen |
|  | ---------------- | --------- | ---------- | ------------------ | ----------- |
|  | Liesbeth Rasker  | 2018–2019 | Deskundige | Reizen             |             |
|  | Roos Reedijk     | 2022–0000 | Deskundige | Interieur/Wonen    |             |
|  | Vivian Reijs     | 2014      | Deskundige | Gezondheid/Voeding |             |
|  | Dries Roelvink   | 2020–0000 | Reporter   | Politiek           |             |
|  | Donny Roelvink   | 2023–0000 | Deskundige | Fitness/Health     |             |
|  | Heleen van Royen | 2025–     | Deskundige | B&B Vol Liefde     | Summernight |
|  | William Rutten   | 2015–2020 | Deskundige | Fotografie         |             |

## S
|  | Naam                | Periode   | Rol              | Deskundigheid                      | Opmerkingen              |
|  | ------------------- | --------- | ---------------- | ---------------------------------- | ------------------------ |
|  | Bastiaan van Schaik | 2003–2011 | Deskundige       | Mode/Lifestyle                     |                          |
|  | Oren Schrijver      | 2013–2014 | Deskundige       | Entertainment/Showbizz             |                          |
|  | Sandra Schuurhof    | 2008–2012 | Deskundige       | Royalty                            |                          |
|  | Sylvana Simons      | 2008      | Invalpresentator |                                    |                          |
|  | Felicia Smits       | 2016–2019 | Deskundige       | Plastische chirurgie               | Dokter                   |
|  | Henkjan Smits       | 2003–2007 | Deskundige       | Entertainment/Showbizz             |                          |
|  | Anouk Smulders      | 2008–2017 | Deskundige       | Mode/Lifestyle                     |                          |
|  | Jeroen Snel         | 2022–0000 | Deskundige       | Royalty                            |                          |
|  | Kees van der Spek   | 2018–0000 | Deskundige       | Misdaad/Rechtszaken                |                          |
|  | Eveline Stallaart   | 2016–0000 | Deskundige       | Intimiteit, seksualiteit en psyche | Psychologe en seksuologe |
|  | Gijs Staverman      | 2010–2012 | Invalpresentator |                                    |                          |
|  | Samantha Steenwijk  | 2019–2022 | Deskundige       | Muziek                             |                          |
|  | Clarice Stenger     | 2017–0000 | Deskundige       | Misdaad/Rechtszaken                | Advocate                 |
|  | Shelly Sterk        | 2016–2018 | Reporter         |                                    |                          |
|  | Coen Swijnenberg    | 2023      | Voice-over       |                                    | [ 2 ]                    |

## T
|  | Naam                  | Periode   | Rol                                             | Deskundigheid                        | Opmerkingen           |
|  | --------------------- | --------- | ----------------------------------------------- | ------------------------------------ | --------------------- |
|  | Taeke Taekema         | 2016      | Deskundige                                      | Sport (Olympische Zomerspelen 2016)  |                       |
|  | Humberto Tan          | 2008–2012 | Invalpresentator                                |                                      |                       |
|  | Caroline Tensen       | 2019–2020 | Invalpresentator                                |                                      |                       |
|  | Susanne Terporten-Hop | 2013–2015 | Deskundige                                      | Misdaad/Rechtszaken                  | Officier van justitie |
|  | Mark Teurlings        | 2011–2012 | Deskundige                                      | Misdaad/Rechtszaken                  | Advocaat              |
|  | Eric van Tijn         | 2010      | Deskundige                                      | Entertainment/Showbizz               |                       |
|  | Marianne Timmer       | 2010      | Deskundige                                      | Sport (Olympische Winterspelen 2010) |                       |
|  | Jamie Trenité         | 2019–2023 | Reporter (2019–2023), Co-host (2019–2020, 2021) |                                      |                       |

## U
|  | Naam       | Periode   | Rol                               | Deskundigheid | Opmerkingen |
|  | ---------- | --------- | --------------------------------- | ------------- | ----------- |
|  | Lex Uiting | 2019–0000 | Reporter (2019–), Co-host (2020–) |               |             |

## V
|  | Naam                | Periode              | Rol                                                                    | Deskundigheid                                            | Opmerkingen |
|  | ------------------- | -------------------- | ---------------------------------------------------------------------- | -------------------------------------------------------- | ----------- |
|  | Mattie Valk         | 2015–2016, 2017–2018 | Deskundige (2015–2016), Co-host (2017–2018)                            | Entertainment/Showbizz                                   |             |
|  | Buddy Vedder        | 2019                 | Reporter                                                               |                                                          |             |
|  | Renate Verbaan      | 2008–2009            | Deskundige                                                             | Entertainment/Showbizz                                   |             |
|  | Ron Vergouwen       | 2018–2020            | Deskundige                                                             | Entertainment/Showbizz                                   |             |
|  | Albert Verlinde     | 2001–2016, 2021      | Deskundige (2001-2016), Gastdeskundige (2021)                          | Entertainment/Showbizz                                   |             |
|  | Peter van der Vorst | 2001–2019, 2021      | Deskundige (2001–2017), Presentator (2017–2019), Gastdeskundige (2021) | Royalty (2001–2014), Entertainement/Showbizz (2014–2017) |             |
|  | Michiel Vos         | 2016–0000            | Deskundige                                                             | Verenigde Staten                                         |             |
|  | Peter R. de Vries † | 2006–2010, 2013–2021 | Deskundige                                                             | Misdaad/Rechtszaken                                      |             |

## W
|  | Naam                    | Periode             | Rol                                                   | Deskundigheid      | Opmerkingen |
|  | ----------------------- | ------------------- | ----------------------------------------------------- | ------------------ | ----------- |
|  | Kelly Weekers           | 2016–2020 2022–2023 | Deskundige                                            | Psychologie        |             |
|  | Dennis Weening          | 2015–2016           | Reporter                                              |                    |             |
|  | Filemon Wesselink       | 2016–2019           | Reporter                                              |                    |             |
|  | Ruud de Wild            | 2010, 2019–2020     | Deskundige (2010, 2019–2020), Invalpresentator (2020) | Muziek             |             |
|  | John Williams           | 2005, 2008          | Invalpresentator                                      |                    |             |
|  | Pauline Wingelaar       | 2019–2020           | Reporter                                              |                    |             |
|  | Miljuschka Witzenhausen | 2016–0000           | Deskundige (2016–heden), Presentator (2017–2018)      | Gezondheid/Voeding |             |
|  | Mandy Woelkens          | 2022–0000           | Deskundige                                            | Mode/Lifestyle     |             |

## Z
|  | Naam               | Periode              | Rol         | Deskundigheid          | Opmerkingen |
|  | ------------------ | -------------------- | ----------- | ---------------------- | ----------- |
|  | Leco van Zadelhoff | 2004–2012, 2016–0000 | Deskundige  | Mode/Lifestyle         |             |
|  | Ruba Zai           | 2018                 | Deskundige  | Mode/Lifestyle         |             |
|  | Michiel de Zeeuw   | 2014–2015            | Deskundige  | Wonen                  |             |
|  | Simon Zijlemans    | 2016–2019            | Deskundige  | Sport                  |             |
|  | Eddy Zoëy          | 2019–0000            | Presentator |                        |             |
|  | Erik de Zwart      | 2010–2012            | Deskundige  | Entertainment/Showbizz |             |